# Taylor Raddysh
Taylor Raddysh (* 18. Februar 1998 in Caledon, Ontario) ist ein kanadischer Eishockeyspieler, der seit Juli 2024 bei den Washington Capitals in der National Hockey League (NHL) unter Vertrag steht und dort auf der Position des rechten Flügelstürmers spielt.

## Karriere
Taylor Raddysh wurde in Caledon geboren und durchlief in seiner Jugend die prestigeträchtige Nachwuchsorganisation der Toronto Marlboros. Zur Saison 2014/15 wechselte er zu den Erie Otters in die Ontario Hockey League (OHL), die ranghöchste Juniorenliga seiner Heimatprovinz, wo zu dieser Zeit bereits sein Bruder Darren aktiv war. Dort etablierte er sich schnell als regelmäßiger Scorer, so erzielte er bereits in der Saison 2015/16 einen Punkteschnitt von über 1,0 pro Spiel (73 in 67 Partien) und wurde infolgedessen zum CHL Top Prospects Game eingeladen. Wenig später wählten ihn die Tampa Bay Lightning im NHL Entry Draft 2016 an 58. Position aus.
Im Folgejahr gewann der Flügelstürmer mit den Otters die OHL-Playoffs um den J. Ross Robertson Cup und scheiterte im anschließenden Memorial Cup 2017 erst im Endspiel an den Windsor Spitfires. Seine persönliche Statistik steigerte er in dieser Saison 2016/17 noch einmal deutlich auf 109 Scorerpunkte, wobei er ligaweit nur von seinem Teamkollegen Alex DeBrincat (127) übertroffen wurde. Zugleich führte er die gesamte OHL in Torvorlagen (67) sowie in der Plus/Minus-Statistik (+67) an, sodass er am Saisonende im OHL Third All-Star Team berücksichtigt wurde. Darüber hinaus gehörte er auch beim Memorial Cup zum All-Star Team des Turniers. Im Januar 2018 gaben ihn die Otters an die Sault Ste. Marie Greyhounds ab, mit denen der Kanadier erneut das Finale um den J. Ross Robertson Cup erreichte, dieses jedoch gegen die Hamilton Bulldogs verlor (2:4). Am Ende seiner letzten Juniorensaison fand der Angreifer zudem im OHL Second All-Star Team Berücksichtigung.
Bereits im Mai 2017 hatten ihn die Tampa Bay Lightning mit einem Einstiegsvertrag ausgestattet, bevor Raddysh zur Saison 2018/19 fest in deren Organisation wechselte. Dort wurde er vorerst beim Farmteam der Lightning eingesetzt, den Syracuse Crunch aus der American Hockey League (AHL). Dort verbrachte er drei Saisons, etablierte sich ebenfalls als regelmäßiger Scorer und wurde am Ende der Spielzeit 2020/21 ins AHL All-Star Team der North Division gewählt. Im Rahmen der Vorbereitung auf die Saison 2021/22 erspielte sich der Kanadier schließlich einen Platz in Tampa Bays Aufgebot, sodass er im Oktober 2021 in der National Hockey League (NHL) debütierte und dort seither regelmäßig zum Einsatz kommt. Zudem verpflichteten die Lightning zu diesem Spieljahr auch Darren Raddysh, sodass er zum zweiten Mal in seiner Karriere mit seinem Bruder in einer Mannschaft spielte.
Im März 2022 wurde Raddysh jedoch samt Boris Katchouk sowie zwei konditionalen Erstrunden-Wahlrechten, je einem für die NHL Entry Drafts 2022 und 2023, an die Chicago Blackhawks abgegeben. Beide Wahlrechte sind „Top 10 protected“, verschieben sich also automatisch um zwei Jahre nach hinten, sofern sie sich unter den ersten zehn Wahlrechten des jeweiligen Jahres befinden. Im Gegenzug erhielten die Lightning Brandon Hagel sowie je ein Viertrunden-Wahlrecht für die NHL Entry Drafts 2022 und 2024.
Nach zwei Jahren in Chicago wechselte Raddysh im Juli 2024 als Free Agent zu den Washington Capitals.

### International
Erste internationale Erfahrungen sammelte Raddysh im Rahmen der World U-17 Hockey Challenge 2014 im November, bei der er mit dem Team Canada White den fünften Platz belegte. Im U18-Bereich kam er in der Folge nicht zum Einsatz, bevor er mit der kanadischen U20-Nationalmannschaft an der U20-Weltmeisterschaft 2017 teilnahm und dort durch eine Finalniederlage gegen die Vereinigten Staaten die Silbermedaille errang. Im Folgejahr gelang jedoch abermals der Einzug ins Endspiel und durch einen Sieg gegen Schweden auch der Gewinn des U20-Weltmeistertitels.

## Erfolge und Auszeichnungen
| - 2016 Teilnahme am CHL Top Prospects Game - 2017 J.-Ross-Robertson-Cup-Gewinn mit den Erie Otters - 2017 OHL Third All-Star Team | - 2017 Memorial Cup All-Star Team - 2018 OHL Second All-Star Team - 2021 AHL North Division All-Star Team |

### International
- 2017 Silbermedaille bei der U20-Weltmeisterschaft
- 2018 Goldmedaille bei der U20-Weltmeisterschaft

## Karrierestatistik
Stand: Ende der Saison 2024/25

### International
Vertrat Kanada bei:
- World U-17 Hockey Challenge 2014 (November)
- U20-Weltmeisterschaft 2017
- U20-Weltmeisterschaft 2018

(Legende zur Spielerstatistik: Sp oder GP = absolvierte Spiele; T oder G = erzielte Tore; V oder A = erzielte Assists; Pkt oder Pts = erzielte Scorerpunkte; SM oder PIM = erhaltene Strafminuten; +/− = Plus/Minus-Bilanz; PP = erzielte Überzahltore; SH = erzielte Unterzahltore; GW = erzielte Siegtore; 1 Play-downs/Relegation; Kursiv: Statistik nicht vollständig)

## Familie
Sein Bruder Darren Raddysh (* 1996) ist ebenfalls Eishockeyspieler, mit dem er sowohl bei den Erie Otters als auch bei den Tampa Bay Lightning zusammenspielte bzw. noch spielt.